# Улица Победы (Феодосия)
Улица Победы — улица в Феодосии. Проходит от Русской улицы на запад и за улицей Колодяжного имеет продолжением улицу Челнокова.

## История
Часть Старо-Щебетовского шоссе, пути через гору Тепе-Оба в село Виноградное и пгт Орджоникидзе (ныне — шоссе 35Н-599). В 1944 году улица была переименована в Немецкую, позднее получила современное название в честь Победы советского народа в Великой Отечественной войне.
Разрушенное в годы Великой Отечественной войны хозяйство, жилой фонд, промышленные предприятия были, в основном, восстановлены в годы первой послевоенной пятилетки. В 1958—1965 гг. вступил в строй действующих новый соковый завод. 10-11 апреля 1972 года был открыт «Дом Одежды»

## Достопримечательности
д. 10 — Редакция газеты «Кафа»
д. 14 — бывший Феодосийский соковый завод

## Известные жители
д. 5/31 — Александр Грин (мемориальная доска)